# Teinobasis kiautai
Teinobasis kiautai – gatunek ważki z rodziny łątkowatych (Coenagrionidae).